# 버블시스터즈
버블시스터즈(Bubble Sisters)는 대한민국의 4인조 여성 보컬 그룹이다. 버블시스터즈는 '예쁜 것들은 다 죽었어'라는 모토로 화제를 모으기도 했다. 2003년 데뷔 당시 멤버는 서승희, 강현정, 김수연, 김영지로 구성되었다. 4명의 멤버 모두 뛰어난 가창력을 지니고 있다는 것이 버블시스터즈의 장점이다. 당시 비슷한 시기에 데뷔한 여성 4인조 빅마마와 비교되기도 하였다. 있는 그대로 꾸밈없는 모습을 보여준 버블시스터즈는 타이틀곡 버블송으로 인기몰이를 하게 되고 후속곡 악몽으로 꾸준히 활동하게 된다. 2005년 김수연과 김영지가 솔로가수 준비로 탈퇴하고 멤버 강현정의 제자인 최아롬과 김민진이 영입되었는데 이들 중 김수연은 탈퇴 다음 해인 2006년 안양예고 동창인 배우 고호경 - 가수 하양수와 함께 대마초 흡연 때문에 불구속 입건을 당하며 한동안 활동을 잠정 중단했다. 새 멤버를 영입한 버블시스터즈는 2006년 2집앨범을 발표하게 되고 타이틀곡 사랑먼지로 많은 인기를 얻었다. 2010년 최아롬은 하이브리파인과 버블시스터즈를 병행하며 활동하였고 2011년 미니앨범 Reminiscence를 발표하고 4년만에 컴백하였다. 2013년 현재 버블시스터즈는 비투레이디 출신의 지영과 랑쑈를 영입하였고 4인조로 활동하고 있다.

## 멤버
- 1대 : 서승희, 강현정, 김수연, 김영지 (2003-2005)
- 2대 : 서승희, 강현정, 김민진, 최아롬 (2004-2013)
- 3대 : 서승희, 강현정, 랑쑈, 지영 (2013 - 현재)

## 발매음반

### 정규앨범
- 1집 First Impression(2003년 2월 9일) - 초판과 재판 자켓디자인이 다르다.
- 2집 Ready for soul(2006년 1월 23일)
- 3집 Dramatic episode(2007년 2월 8일)

### 싱글앨범
- 겨울이 왔다(2006년 12월 22일)
- Be strong(2007년 9월 6일)
- 털장갑(2008년 11월 25일) - 강현정 솔로앨범
- 가시리(2010년 2월 5일)
- 눈물이 나 (2010년 3월 9일)
- The Happieness 4 us 2nd (2010년 6월 4일)
- Soul Rebirth Part 1 (2011년 3월 8일)
- 아프지 않게 (2012년 5월 8일)
- 바람의 기억 (2012년 8월 9일)
- MBC뮤직 'MM Choice' Part.4 (2012년 9월 6일)
- 사랑도 이별도 아닌 기억 (2013년 2월 26일)
- 후두두둑 (2013년 5월 3일)

### 미니앨범
- Reminiscence (2011년 5월 30일)

## 방송
- 2016년 MBC 미스터리 음악쇼 복면가왕 - 나왔다고 전해라 백세 인생 < 영지 >
- 2018년 MBC 미스터리 음악쇼 복면가왕 - 사노라면 언젠가는... 산호소녀 < 김수연 >
- 2018년 MBC 미스터리 음악쇼 복면가왕 - 이제 나에게 양보 해시계 < 지영 >
- 2020년 MBC 미스터리 음악쇼 복면가왕 - 음색에 설탕 팍팍 뿌렸냐? 코리안 핫도그 < 강현정 >
- 2020년 MBC 미스터리 음악쇼 복면가왕 - 햄스터 선배님 무대를 갉아놓으셨다 < 랑쑈 >